# Frank Lanning
Frank Lanning (14 de agosto de 1872 – 17 de junio de 1945) fue un actor estadounidense de la era de cine mudo. Apareció en 84 películas entre 1910 y 1934. Nació en Marion (Iowa) y murió en Los Ángeles, California.

## Filmografía
- My Hero (1912)
- The Severed Hand (1914)
- Buckshot John (1915)
- The Three Godfathers (1916)
- The Little Patriot (1917)
- Bull's Eye (1917)
- The Lion's Claws (1918)
- Huck and Tom (1918) - Injun Joe
- Bare-Fisted Gallagher (1919)
- Haunting Shadows (1919)
- The Prince and Betty (1919)
- Daredevil Jack (1920)
- That Girl Montana (1921)
- Out of the Silent North (1922)
- Step on It! (1922)
- Drifting (1923)
- The Remittance Woman (1923)
- Ten Scars Make a Man (1924)
- Ace of Spades (1925)
- The Fighting Ranger (1925)
- The Kid Brother (1927)
- Stand and Deliver (1928)
- Rough Romance (1930)
- The Lone Defender (1930)
- Temple Tower (1930)
- The Lightning Warrior (1931)
- The Phantom of the West (1931)
- The Fighting Fool (1932)